# Маркус Шлезінгер
Маркус Шлезінгер (16 листопада 1991) — ізраїльський плавець. Учасник Чемпіонату світу з водних видів спорту 2017, де в попередніх запливах на дистанції 50 метрів батерфляєм посів 27-ме місце і не потрапив до півфіналів.